# Billy Murcia
Billy Murcia (ur. 1951, Bogota, Kolumbia – zm. 6 listopada 1972, Londyn, Wielka Brytania) – amerykański perkusista pochodzenia kolumbijskiego, współzałożyciel zespołów: Actress i New York Dolls.

## Kariera
Murcia rozpoczął karierę muzyczną pod koniec lat 60. w zespole The Pox razem z Sylvainem. Na przełomie lat 60. i 70. zajmowali się razem handlem odzieżą w Nowym Jorku. Po wyjeździe Sylvaina do Londynu Murcia przyłączył się do zespołu Actress. Trafił tam dzięki rekomendacji gitarzysty Johnny'ego Thundersa (który wcześniej grał z nim i z Sylvainem jako basista). Po dołączeniu wokalisty Davida Johansena grupa zmieniła nazwę na New York Dolls. W 1972 muzycy zostali zaproszeni przez Roda Stewarta do udziału w koncertach The Faces w Londynie. Podczas pobytu zespołu Wielkiej Brytanii Murcia zmarł (7 listopada) po przedawkowaniu alkoholu i narkotyków. Nie zdążył wziąć udziału w sesji nagraniowej debiutanckiego albumu. W New York Dolls zastąpił go Jerry Nolan. Nagrania Actress i New York Dolls w składzie z Murcią, w postaci próbnych sesji nagraniowych ukazały się dopiero po latach na albumach: Lipstick Killers–The Mercer Street Sessions 1972 (1981), Actress: Birth of the New York Dolls (2000) i Private World: The Complete Early Studio Demos 1972–1973 (2008).
Johnny Thunders poświęcił mu instrumentalny utwór „Billy Boy” na płycie Que Sera Sera
David Bowie upamiętnił go w utworze „Time” z płyty Aladdin Sane.

## Dyskografia

### New York Dolls
- Lipstick Killers–The Mercer Street Sessions 1972 (1981)
- Actress: Birth of the New York Dolls (2000)
- Private World: The Complete Early Studio Demos 1972–1973 (2008)